# Мерджинень (Вилча)
Мерджинень, Мерджинені (рум. Mărgineni) — село у повіті Вилча в Румунії. Входить до складу комуни Валя-Маре.
Село розташоване на відстані 168 км на захід від Бухареста, 54 км на південний захід від Римніку-Вилчі, 43 км на північ від Крайови.

## Населення
За даними перепису населення 2002 року у селі проживали 510 осіб, усі — румуни. Усі жителі села рідною мовою назвали румунську.